# Бокша (город, Румыния)
Бо́кша (рум. Bocșa, венг. Boksánbánya) — город в Румынии в составе жудеца Караш-Северин.

## История
Впервые населённый пункт в этих местах упоминается в документе 1333 года. В документе 1534 года, а также в турецком документе 1607 года упоминается местный замок.
В 1717—1718 годах сюда прибыли шахтёры из Тироля и Богемии. Во время начавшейся в 1737 году русско-турецкой войны население бежало из этих мест, вернувшись после заключения Белградского мира.
В 1871 году сюда пришла железная дорога.
В 1961 году, путём объединения населённых пунктов Бокша-Ромынэ, Бокша-Монтана и Васьова был образован город Бокша.

## Известные уроженцы
- Зено Ванча (1900—1990) — композитор

## Города-побратимы
- Ла-Валет-дю-Вар, Франция